# América Futebol Clube (MG)

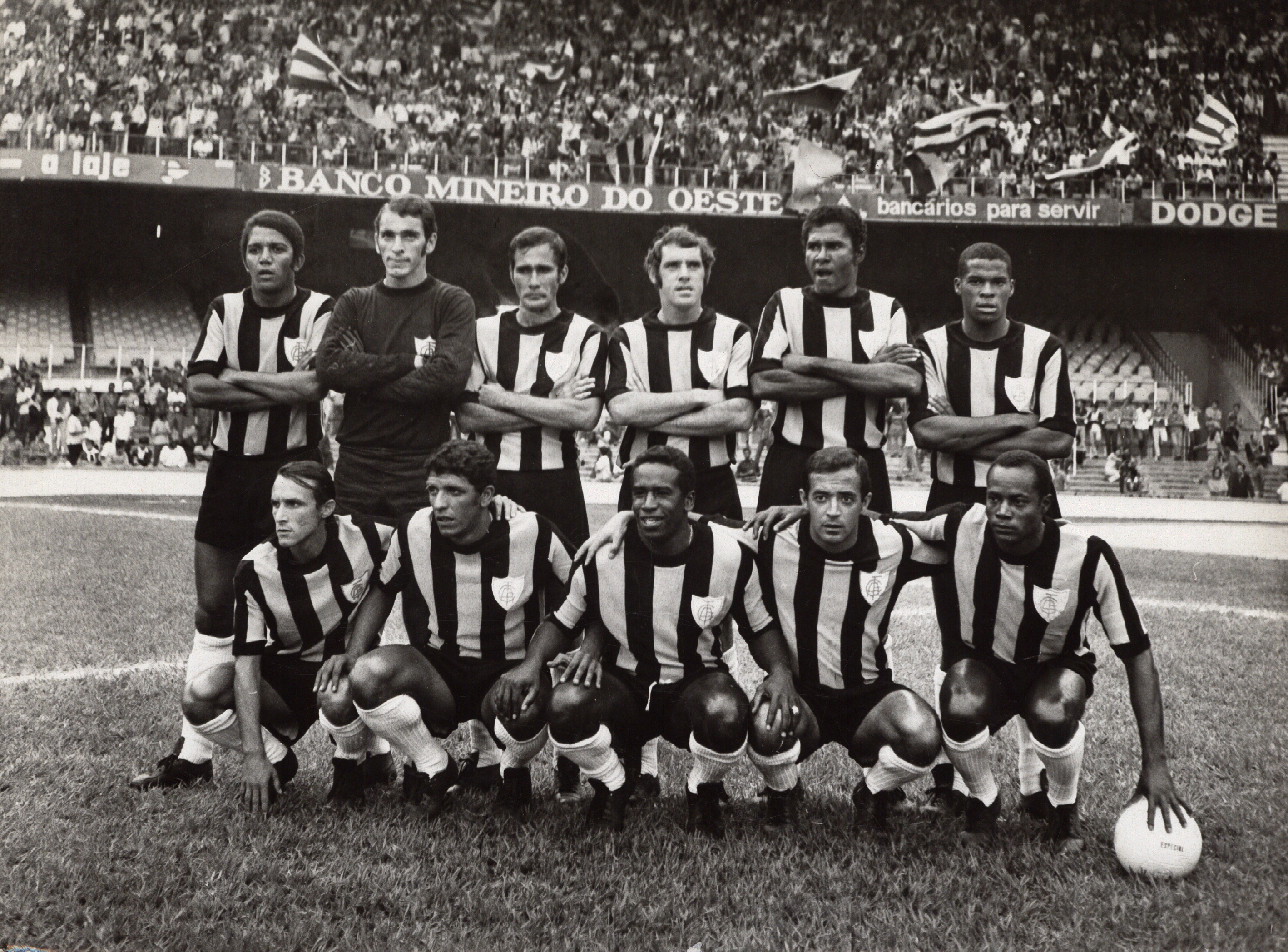
Statligt mästare lag 1971

América Futebol Clube (även känd som América Mineiro eller enbart América) är en fotbollsklubb från staden Belo Horizonte i delstaten Minas Gerais i Brasilien. Klubben grundades den 30 april 1912 och spelar på Estádio Independência som tar 25 000 åskådare. Fram till 2016 hade klubben lyckats vinna Campeonato Mineiro vid 16 tillfällen (1916-1925, 1948, 1957, 1971, 1993, 2001, 2016) och kommit tvåa vid densamma 15 gånger.